# Пасја пећина
Пасја пећина (итал. Grotta del cane) се налази у близини града Напуља у Италији. Ради се о познатој мофети позатној још од времена антике у којој се нагомилава угљен-диоксид, и то, како је тежи од ваздуха, непосредно изнад пода пећине. Угљен-диоксид је отрован за мале животиње, попут паса по којима је и добила име, па оне ако залутају у пећину угибају. Услијед разлике у густини ваздуха и угљен-диоксида, људи могу нормално посјећивати пећину.